# Kōtarō Ōmori
Kōtarō Ōmori (大森 晃太郎 Ōmori Kōtarō?,  Osaka, Osaka, 28 de abril de 1992) es un futbolista japonés. Juega de centrocampista y se encuentra sin equipo tras abandonar el Júbilo Iwata.

## Trayectoria
| Club                             | País      | Año       |
| -------------------------------- | --------- | --------- |
| Gamba Osaka                      | Japón     | 2011-2016 |
| Vissel Kobe                      | Japón     | 2017      |
| F. C. Tokyo                      | Japón     | 2018-2019 |
| Júbilo Iwata                     | Japón     | 2020-2024 |
| Muangthong United F. C. (cedido) | Tailandia | 2024      |
| Kamatamare Sanuki (cedido)       | Japón     | 2024      |

## Palmarés

### Títulos nacionales
| Título             | Club        | País  | Año  |
| ------------------ | ----------- | ----- | ---- |
| J2 League          | Gamba Osaka | Japón | 2013 |
| Copa J. League     | Gamba Osaka | Japón | 2014 |
| J1 League          | Gamba Osaka | Japón | 2014 |
| Copa del Emperador | Gamba Osaka | Japón | 2014 |
| Supercopa de Japón | Gamba Osaka | Japón | 2015 |
| Copa del Emperador | Gamba Osaka | Japón | 2015 |